# Naxidia hypocyrta
Naxidia hypocyrta är en fjärilsart som beskrevs av Eugen Wehrli 1931. Naxidia hypocyrta ingår i släktet Naxidia och familjen mätare. Inga underarter finns listade i Catalogue of Life.